# Louis René Vialy
Louis-René Vialy, également orthographié Vially, Viali ou Viallis est un peintre français né à Aix-en-Provence en 1680 et mort à Paris le 17 février 1770.

## Biographie
Fils de Jacques Vialy, peintre sicilien né à Trapani et établi en Provence, Louis-René Vialy commence sa carrière comme décorateur de chaises à porteur ainsi que l’atteste Mariette : « c’étoit un goût très répandu en Province d’avoir des chaises ornées » . 
Son père avait été naturalisé français par des lettres enregistrées à la cour des comptes d’Aix-en-Provence en 1720 et mourut à Aix le 25 décembre 1745, à l'âge de 95 ans. Il fut enseveli le lendemain dans l'ancienne église paroissiale de La Madeleine, auprès de Jean-Baptiste van Loo qui était mort le 29 septembre de la même année.
Louis-René fut tout d’abord élève de son père et fréquenta très tôt les Vernet dont Antoine, peintre décorateur, était un familier de Jacques de Vialy. On prête généralement à Louis-René l’honneur d’avoir formé le jeune peintre de marines Joseph Vernet mais c’est à Jacques que revient en réalité cette formation. Louis-René peindra en 1752 le portrait au pastel de Vernet et possèdera quelques toiles du paysagiste.
Mariette lui attribue également l’orientation professionnelle du graveur Jean-Joseph Balechou.
Vialy semble s’être installé à Paris dans les années 1750, rue d’Argenteuil, derrière l’église Saint Roch. On trouve sa trace comme peintre de portraits aux salons de l’Académie Royale de Saint-Luc où il expose en 1752, 1753 et 1756 sous le titre de « peintre du Roi » et de membre de l’Académie de Saint-Luc.
Mais auparavant, il travaille pour le célèbre peintre de portraits Hyacinthe Rigaud dans l’atelier duquel on le retrouve dès 1712 puis en 1714 sous le nom de « Vial ». Il a alors tout juste 32 ans. Ce passage ne nous semble aujourd’hui pas anecdotique car on connaît les relations qu’a eu le peintre catalan avec la famille des Van Loo, lors de son passage lyonnais puis à Paris.
À son décès, Louis-René Vialy demeurait rue des Aveugles, sur la paroisse Saint Sulpice, au-dessus de la boutique d’un perruquier.

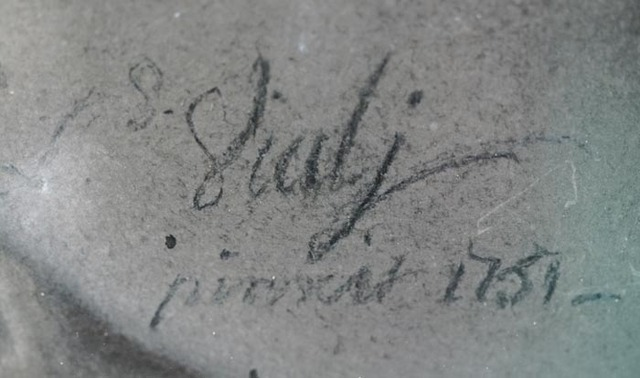
Signature de Vialy en 1751

Il semble que Vialy ait surtout utilisé la technique du pastel, même si l’on connaît aujourd’hui quelques œuvres à l’huile. Dans son Dictionnaire des Pastellistes, Neil Jeffarès décrit les visages de l’artiste comme « facilement reconnaissables : peu expressifs comme ceux de Allais, ils se distinguent par une certaine douceur. […] Les yeux sont liquides avec la lumière de l’œil en point blanc assez haut à gauche. Il a un traitement caractéristique des tissus avec des plis serrés et des reflets ».
La technique au pastel de Vialy correspond au goût de son siècle, héritant ses attitudes en buste de celles de ses contemporains et de Louis Vigée. Par contre, ses toiles adoptent des postures dont la dette est avouée à Hyacinthe Rigaud, tel le portrait de femme en Hébé passé en vente en 2007 ou à d’autres artistes dont il singe les œuvres. C’est notamment le cas du portrait du Régent, repris d’après le tableau fait par Jean-Baptiste Santerre en 1717  et dont un exemplaire est actuellement conservé au musée du Prado à Madrid.

## Œuvres
Vialy expose principalement au Salon de l'Académie de Saint-Luc :
- Salon de 1752
  - 230. Le Portrait de M. le Comte de Vence, Colonel du Régiment Royal Corse, Maréchal de Camp des Armées de Sa Majesté[12].
  - 231. Le Portrait de Madame la Vicomtesse de Vence, peinte en Vestale.
  - 232. Le Portrait de M. Duriny, Nonce de Sa Sainteté à la Cour de France[13].
  - 233. Le Portrait de M. le Comte de Bonneval, pâcha à trois Queues, Gouverneur de Caramanie.
  - 234. Le Portrait de M.***
  - 235. Le Portrait de M. de***
  - 236. Le Portrait de Mademoiselle***, peinte en Muse, avec tous les Attributs de Melpomène & de Thalie, assise au pied du Mont Parnasse.

- Salon de 1753
  - 133. Le Portrait de Dom Philippe, Infant d'Espagne, duc de Parme[14].
  - 134. Le Portrait de M. le Chevalier de Perrin[15].
  - 135. Le Portrait de M. Danthoine, Trésorier & [premier] Écuyer de Madame Infante, Duchesse de Parme.
  - 136. Le Portrait de M. Duchesneau, Chevalier de l'Ordre Hospitalier de Saint-Lazare[16].
  - 137. Le Portrait de M. Desilant.
  - 138. Le Portrait de M. Destourettes, Agent de la Ville d'Avignon[17].
  - 139. Les Portraits de M. Franque, Architecte de l'Hôtel Royal des Invalides[18], & de Madame son épouse.
  - 140. Le Portrait de M. Hemmery[19].
  - 141. Les deux Portraits de Mme de Torram, & celui de M. son Frère. Le Portrait de Mademoiselle ***, habillée à la Grecque.

- Salon de 1756
  - 87. Trois Esquisses, Sujets de la Fable. La première représente Diane qui vient surprendre le Berger Endimion endormi. La seconde représente la Métamorphose de Clity en pavots & tournesols. Et la troisième représente Vulcain & Venus dans les Forges de Lemnos, avec les Cyclopes qui forment les armes d'Achille, toile de 20.
  - 88. Quatre Tableaux représentans Marines, Paysages, & les quatre points du Jour historiés, Figures & Animaux. La Marine représente le coucher du Soleil ; un Vaisseau arrive pour entrer dans le Port, d'autres au mouillage; nombre d'autres Bâtimens, Flûtes, Barques & Chaloupes, Figures de différentes Nations sur le quay & sur le rivage ; ainsi des autres Tableaux fur toile de 40, du même Numéro.
  - 89. Deux Tableaux en hauteur, toile de 20.
  - 90. Une Marine représentant un Soleil couchant, toile de 8, qui a été fait pour le Cabinet de M. le Comte de Vance.
  - 91. Le Portrait de Madame la Duchesse de Lauraguay, en Cordelière, peint en pastel, toile de 20.
  - 92. Six petits Tableaux représentans Marine, & Paysages, l'un le Levant, les autres le Couchant, & un clair de Lune ornés chacun de figures; toile de 8, 6 & 4.
  - 93. M. le Cardinal d'Uriny, ci-devant Nonce en France, peint en pastel sur toile de 12.
  - 94. Le Portrait de Madame la Comtesse de la Guiche, en Nayade, peint à l'huile, toile de 25.
  - 95. Annibal Camoux, né en 1638, peint à l'huile d'après lui-même, à Marseille, à l'âge de 112 ans [sic], âgé maintenant de 118 ans passés, aussi frais & bien portant qu'il est représenté dans le Portrait. Une partie de ces Tableaux appartiennent à l'Auteur[20].
  - 96. Un Tableau pour M. le Comte de Vance, représentant un Fort de Mer orné de beaucoup de Figures, où le Soleil paroît se coucher dans la Mer, toile de 8.

- Portrait de Philippe d’Orléans, Régent de France. Huile sur toile, 133 × 90 cm. Signé et daté en bas à droite : « fecit par R. Vialy 1718 ».
- Portrait de jeune femme en Hébé. Huile sur toile, 67 × 55 cm. Signée et datée en bas à gauche : « L. R. Vialj pinxit / 1753 ». Vente Paris, hôtel Drouot, Piasa, 22 juin 2007, lot. 97.
- Portrait présumé de madame de Musset. Pastel, 58,5 × 47,5 cm. Signé et daté 1751 en bas à droite. Vente Paris, hôtel Drouot, 17 juin 2005, lot. 80.
- Portrait d’homme en habit bleu, dit Autoportrait (Neil Jeffarès). Pastel, 46 × 38 cm. Signé et daté en bas à gauche : « Vialy pinxit 1742 ». Vente Lille, Mercier & Cie, 15 décembre 2001, lot. 358 (non vendu) ; vente Paris, May Duhamel & Associés, 6 juin 2004, lot. 296.

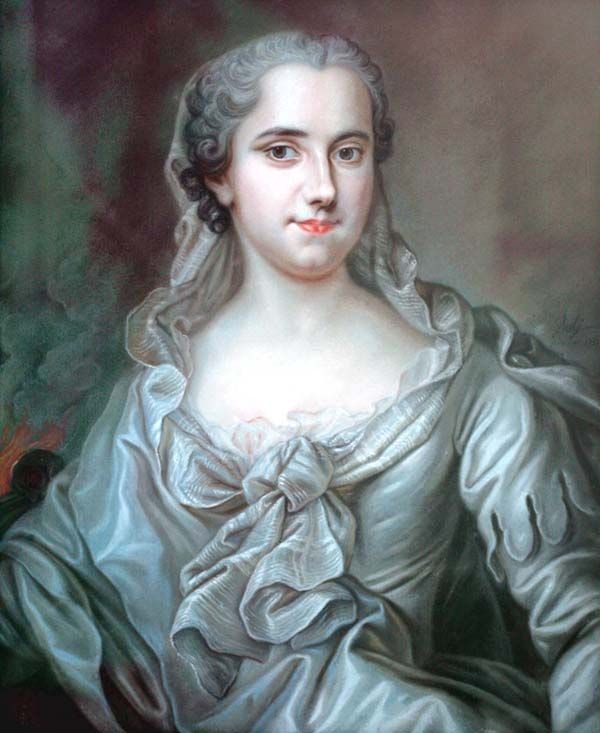
Portrait d'Angélique-Louise La Rochefoucauld (1733-1794), vicomtesse de Vence en Vestale. Pastel, 49 × 59 cm. Signé : « Vialj / pinxit 1751 - ». Vente Paris, Pascal Blouet, 26 février 2006, lot 15. Exposé au salon de l’Académie de Saint-Luc en 1752 sous le numéro 231.
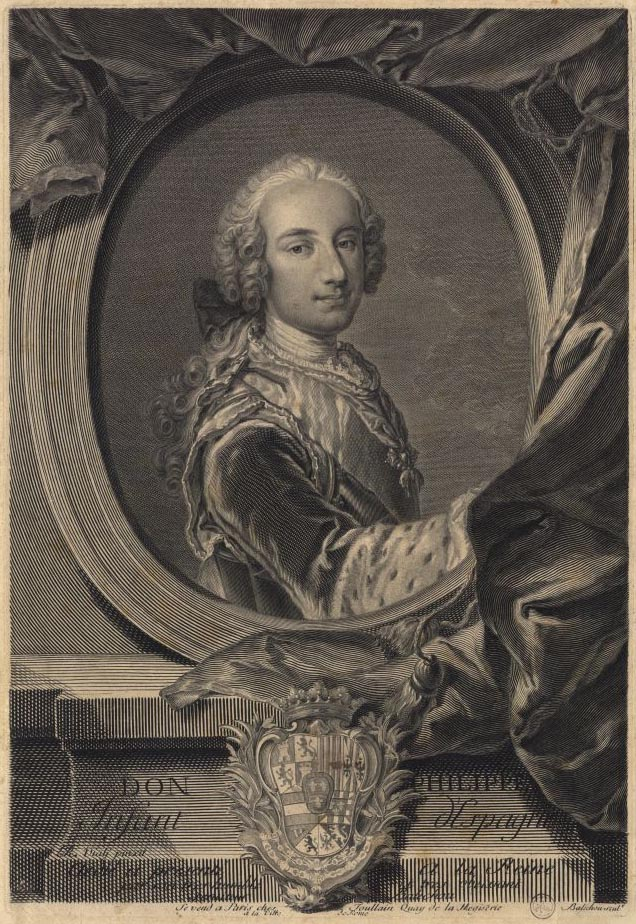
Don Philipp, infant d'Espagne gravé par Jean-Joseph Balechou (1740)
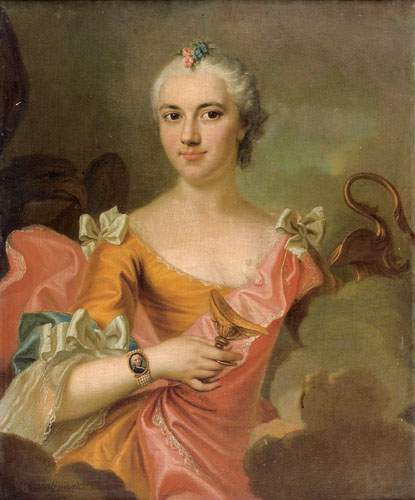
Portrait de femme travestie en Hébé (1753)

- Portrait de Joseph Vernet, peintre. Pastel, daté et signé : « L. R. Vialj / pinxit / 1752 ». Paris, musée de la marine.